# Aランクサンダー 誕生編
『Aランクサンダー 誕生編』（エーランクサンダー たんじょうへん）は、日本テレネットより1993年6月25日に発売されたメガCD用アドベンチャーゲーム。

## 概要
秘密結社ブルズ・アイによって、Aランクのカスタムクリーチャー（改造人間）に改造された主人公がブルズ・アイと戦いを繰り広げるアドベンチャーゲーム。
脚本を『魔法の少女シルキーリップ』（1992年）で一躍注目された遠藤正二朗が担当。
主題歌と挿入歌を、当時ヒーローソングの歌唱を固辞していた子門真人が担当した事も大きな話題となった。
外注作品ゆえの予算・製作時間の都合により、「誕生編」と「逆襲編」の2作に分けられたが、「逆襲編」は未発売に終わった。
システムは『魔法の少女シルキーリップ』を継承しつつ、カードバトルの要素を取り入れるなどの試みもされた。データ読み込み時間が長く、バトルシーンはゲーム性が低いため、ゲームソフトとしての評価は低い。

## 登場人物
乱 由鷹（らん ゆたか）
声 - 緑川光
本作の主人公。ブルズ・アイにより「サンダー」に改造されてしまう。
東峰 夏彦（ひがしみね なつひこ）
声 - 林延年
由鷹の親友。由鷹に対して優越感を持っていたが人体改造に失敗して狂乱、再改造により対サンダー専用「Bランク アース」となって立ちはだかる。
時代 乱九郎（じだい らんくろう）
声 - 柴田秀勝
秘密結社ブルズ・アイの首領。元・学生運動家。人体改造技術を使い日本政府の転覆を狙う。
ファイブ
声 - 田中秀幸
時代乱九郎に人体改造技術を与えた「人を超える存在」。
名利 竜（なり りゅう）
声 - 掛川裕彦
私立探偵。その正体は「サンダー」の試作品である「ノーランク プロトサンダー」である。
是久斗 陽子（ぜくと ようこ）
声 - 久川綾
政府機関“人造生体調査班（人生調）”の小隊長。カスタムクリーチャーに襲われサイボーグ化、強化スーツ「ハルフォークメディッツ（略称ハルメッツ）」を装着し戦う。
得乱 めぐる（えらん めぐる）
声 - 金丸日向子
由鷹につきまとう少女。彼女の命運が由鷹の覚醒を促すという設定であった。
ナレーター
声 - 萩森侚子

## 音楽

### 主題歌
オープニングテーマ
- 「Aランクサンダーの歌」
  - 作詞:吉岡孝夫、作曲:小川史生、編曲:三好敏彦、歌:子門真人

エンディングテーマ
- 「闘え!Aランクサンダー」
  - 作詞:宮内信子、作曲:小川史生、編曲:三好敏彦、歌:ピーター・サイモン

### 挿入歌
- 「乱由鷹の歌」
  - 作詞:大野勝久、作曲：小川史生、編曲:三好敏彦、歌:ピーター・サイモン

## スタッフ
- プロデューサー：小川史生
- クリーチャーデザイン：韮沢靖
- キャラクターデザイン：後藤正行
- メインプログラム：粕谷智昭
- チーフデザイナー：立原聡士
- ヴィジュアルプログラム：吉見明人
- 脚本：遠藤正二朗
- 音楽：小川史生、三好敏彦、近藤昭雄、平沢悦章、福島尚哉、YUJI
- 掲載：BEEP!メガドライブ、メガドライブFAN、月刊ホビージャパン
- ウインドーグラフィック：立原聡士
- スプライトグラフィック：高須雄二
- マップグラフィック：林智之
- バトルグラフィック：宮城健二、多田長常、大野純子、中山邦彦
- OPグラフィック：木下崇
- EDグラフィック：河野敏美
- グラフィック協力：馬龍浩平、原弘幸、高橋以久子
- 原画：寺岡賢司、後藤正行、華房泰堂、古宮尚彦、前新弘美、清水恵子、水村良夫、木村信一、坂本豊
- 動画：赤坂陽子
- 絵コンテ：KART、一石有帯
- 制作管理：大友美智男、飛坐賢一
- 制作助手：榎戸明
- 原画進行：青山勝俊 (STUDIO CLIPS)
- 技術監修：山本雅康
- 原画監修：牧由尚
- サブキャラクターデザイン：遠藤正二朗
- ミキサー：今関種吉
- 録音：小林剛
- 録音スタジオ：タバック、ワンダーステーション、有限会社HALコーポレーション
- 音響効果：甲斐浩昭、高野豪（（株）A&K）
- 効果音：森賢一（（株）バンクル）
- 音楽管理：湯浅稔
- 音響進行：宮内信子
- プログラムアシスタント：真川由紀子
- グラフィックアシスタント：五十風優
- マニュアル制作：馬上禎樹、大野勝久、ミューズハウス
- 広報：福島孝、鈴木正芳、森笠恒明
- 宣伝：乾芳夫、吉岡たかを
- 演出：遠藤正二朗
- 制作：日本テレネット、RIOT
- 原作・監督：遠藤正二朗

## 評価
- ゲーム誌『ファミコン通信』の「クロスレビュー」では6・7・4・5の合計で22点（満40点）となっている[1]。

- ゲーム誌『メガドライブFAN』の読者投票による「ゲーム通信簿」での評価は以下の通りとなっており、20.3点（満30点）となっている[2]。

| 項目 | キャラクタ | 音楽 | お買得度 | 操作性 | 熱中度 | オリジナリティ | 総合 |
| 得点 | 3.7        | 3.8  | 3.2      | 2.8    | 3.3    | 3.6            | 20.3 |

- ゲーム本『メガドライブ大全』（2004年、太田出版）では、「主人公・サンダーのデザインが韮沢靖氏ではボンテージを着て股間を変なケースに収めた怪人にしか見えず、テーマが『異形のヒーロー』としても異形すぎ」、「カードバトルもザコ相手なら何をしても100%勝つので、ただテンポを悪くしただけの蛇足感あり」と評している[3]。